# Granatenwerfer 16
Granatenwerfer 16 – niemiecki granatnik opracowany i używany przez Armię Cesarstwa Niemieckiego podczas I wojny światowej.
Został przystosowany do strzelania granatami wzór 15 i 16. W latach 20. XX wieku był w uzbrojeniu Wojska Polskiego.